# Бать Зьеп
Бать Зьеп (вьет. Bạch Diệp, настоящее имя Нгуен Тхань Там вьет. Nguyễn Thanh Tâm; 1929, Ханой, Тонкин, Французский Индокитай, ныне Вьетнам — 17 августа 2013) — первая вьетнамская женщина-кинорежиссёр. Заслуженный артист Вьетнама (1984). Народный артист Вьетнама (1997).

## Биография
Окончила Национальную киношколу в Ханое. Первая вьетнамская женщина-кинорежиссёр.
В 1992 году активно помогала французскому кинорежиссёру Пьеру Шёндёрфферу снимать во Вьетнаме его ставший впоследствии знаменитым автобиографический фильм «Дьенбьенфу». В титрах фильма указана как «Madame Bach Diêp».

## Фильмография

### Режиссёр
- 1971 — Государь Чан Куок Тоан ведёт войска в бой / Trần Quốc Toản ra quân
- 1972 — Люди возвращаются на поля / Người về đồng cói
- 1976 — Святой день[вьет.] / Ngày le thánh
- 1977 — История, произошедшая в кокосовой деревне / Câu chuyện làng Dừa
- 1979 — Она ещё не умеет говорить / Người chưa biết nói
- 1982 — Кто любит, кто ненавидит / Ai giận ai thương
- 1987 — / Huyền thoại về người mẹ
- 1992 — «Дьенбьенфу», с Пьером Шёндёрффером
- 1994 — Красный цветок[вьет.] / Hoa ban đỏ

## Награды
- 1984 — Заслуженная артистка Вьетнама
- 1997 — Народная артистка Вьетнама